# Lorena Enriqueta Herrera
Lorena Enriqueta Herrera Estévez (sinh ngày 28 tháng 10 năm 1969) là một chính trị gia người Honduras. Cô hiện đang giữ chức phó đại biểu của Quốc hội Honduras đại diện cho Đảng Quốc gia của Honduras cho Cortés.